# Carnaval de Mayence
 (octobre 2022).
Si vous disposez d'ouvrages ou d'articles de référence ou si vous connaissez des sites web de qualité traitant du thème abordé ici, merci de compléter l'article en donnant les références utiles à sa vérifiabilité et en les liant à la section « Notes et références ».

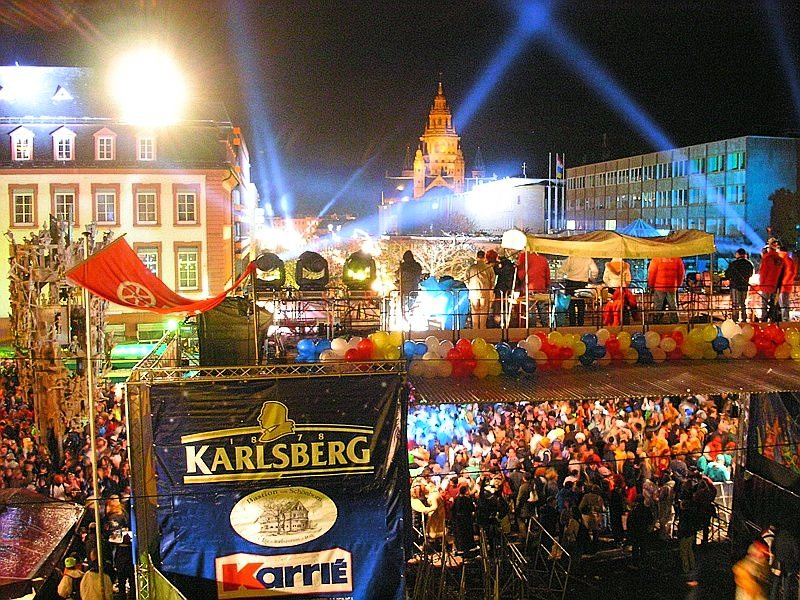
La nuit du Lundi des Roses ; la Fontaine de carnaval à gauche.

Le carnaval de Mayence (Mainzer Fastnacht (Mainz-er    de Mainz (Mayence)
Fast-   rapide
Nacht-   la nuit)) est un carnaval organisé dans la ville de Mayence, dont les préparatifs commencent chaque année le 11 novembre à 11h11 pour aboutir au défilé du "Rosen Montag" (lundi rose).

## Déroulement

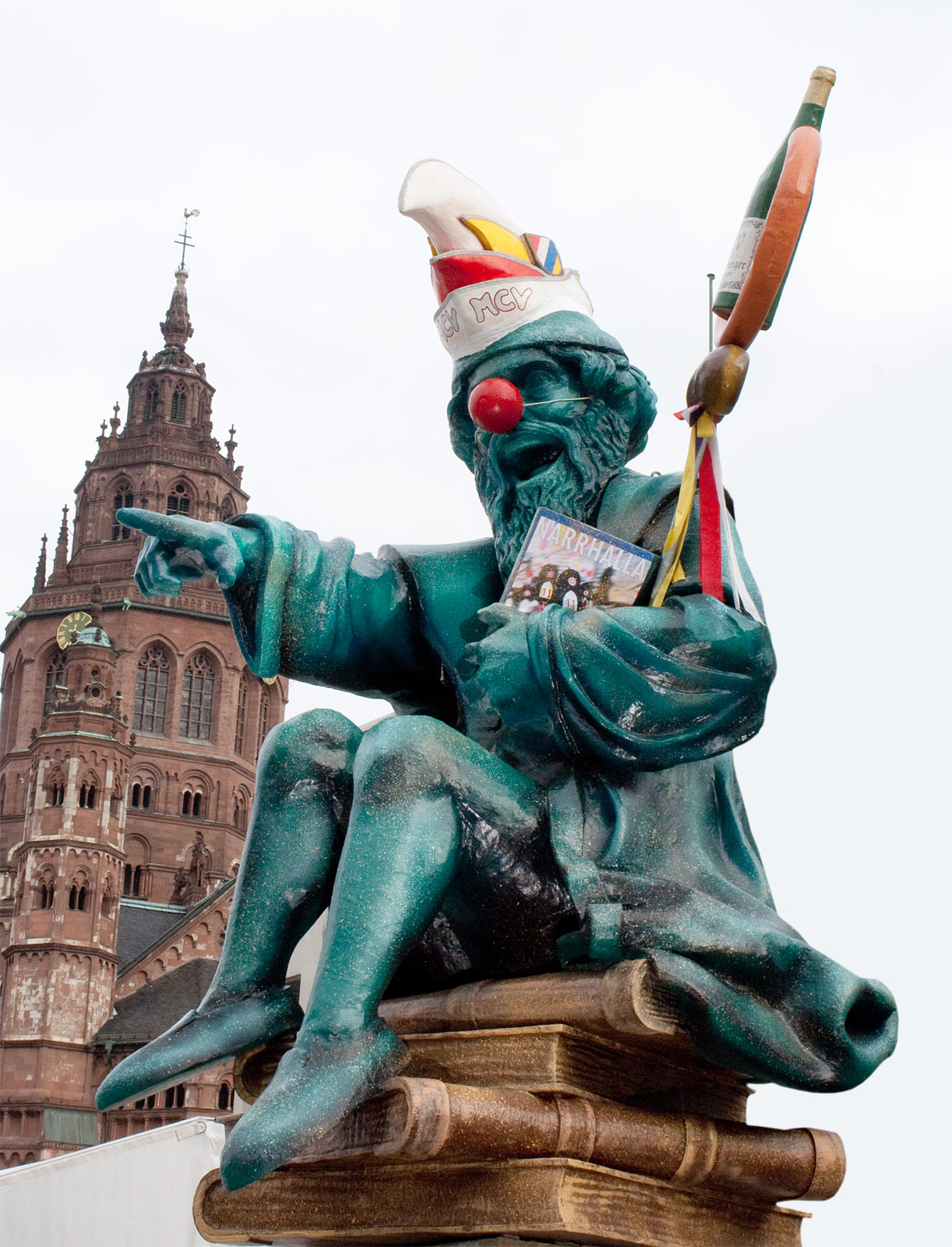
Substitut de Gutenberg pendant la campagne du carnaval 2009

Appelée la cinquième saison, le carnaval, synonyme de gaieté, met la ville sous le signe de la folie. Helau! est le cri de ralliement de tous les "fous".
Chaque année, le 11 novembre à 11 heures 11, la campagne débute avec la lecture des 11 lois du carnaval par le Maire depuis le grand balcon du Palais Ostein.
La vraie cinquième saison débute à Mayence le jour du Nouvel An avec un grand défilé. La campagne du carnaval dure 3 mois, tous les week-ends et culmine avec les festivités de rue des quatre jours gras précédant le mercredi des Cendres, qui marque la fin de la saison.
En plus de sa folie, le carnaval mayençais présente des éléments politiques et littéraires à travers les réunions au début de la saison, au Château des Princes-Électeurs, la Rheingoldhalle, ou dans d'autres salles de la ville. L'offre du Théâtre d'État de Mayence couvre aussi le genre carnaval: le Mainzer Fastnachtsposse, une comédie carnaval. En règle générale, même au cours des discours humoristiques du carnaval, on se moque sans outrepasser la bienséance :  on est tolérant tout en restant engagé.

## Histoire

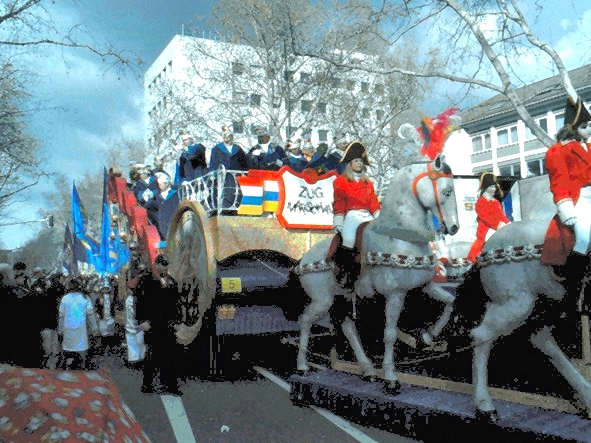
Le cortège du Lundi des Roses

La coutume du carnaval se réfère au calendrier chrétien : la nuit du mercredi des cendres marque le début du carême. 
Mais la fête du printemps (ou de la fin de l'hiver) relèvent plutôt de traditions plus anciennes, pré-chrétiennes, peut-être celtiques : voir Mythologie celtique, Calendrier celtique.
Le carnaval est beau.

### Balbutiements
La tradition du carnaval mayençais n'a pas d'origine historique précise. Déjà au XVIe siècle, il est question de défilés de fous. Le carnaval de Mayence aujourd’hui est né de la rencontre des cultures carnavalesques de Mayence et de Cologne, grâce à des échanges commerciaux importants au début du XIXe siècle. Après la formation de la Confédération allemande, les idées libérales (révolutionnaires) ont marqué les esprits. Elles restent très présentes, malgré leur négation par les puissances réactionnaires.

### Le carnaval sous leTroisième Reich
Après la prise de pouvoir par les nazis les associations du carnaval sont dissoutes les unes après les autres. Pendant la Seconde Guerre mondiale, le carnaval n'a pas lieu. Après la guerre, le  commandant français de la ville, Louis Théodore Kleinmann s'investit pour remettre sur pied le carnaval de Mayence.

## Carnaval de salle
La tradition des Allemands est de fêter le Carnaval dans des salles de banquet, particulièrement en soirées drôlatiques, partiellement déguisées, présidées par une sorte de maître de cérémonie, et appelées Kappensitzung, ou Karnevalssitzung (de), avec sketchs, sottises, parodies, danses...

## Carnaval de rue

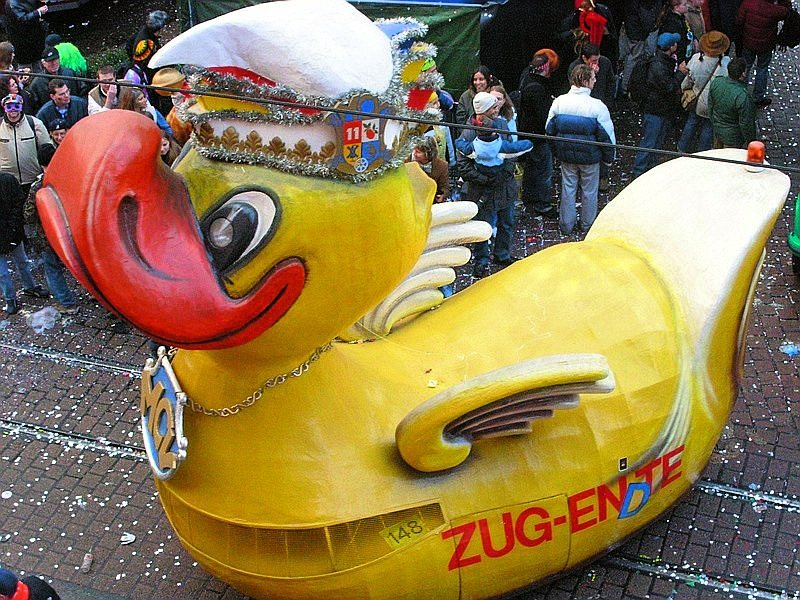
La fin du cortège du Lundi des Roses

Du samedi au mardi gras, les gens investissent les rues pour y faire la fête et assister aux défilés. Les participants (allemand et mayençais : Narren) s'interpellent par le cri de reconnaissance  Helau et reprennent les chants de carnaval, souvent en mayençais. La vie de Mayence se déroule aujourd’hui encore sur la Schillerplatz, la Ludwigsstraße, la place du marché, devant les portes de la cathédrale.

## Les principaux événements
- Samedi : défilé des jeunes masqués, qui serpente traditionnellement à travers les rues de la vieille ville. Les thèmes des déguisements concernent la ville, l’école, le quotidien des enfants et des jeunes. Les défilés de quartier sont le point de rencontre des gardes, des recrues et des fous. Après le défilé, une prestation de serment des recrues  est une étape importante des bals costumés.
- Dimanche : défilé des quartiers Mainz-Finthen et Mainz-Bretzenheim
- Lundi des Roses : défilé officiel (Rosenmontagszug), qui draine près de 500 000 personnes dans les rues. Les personnes sur les chariots distribuent des cadeaux à la foule, surtout des bonbons. Les sociétés de carnaval préparent l’événement majeur de la saison durant toute l'année[4].
- Mardi gras : cortège au quartier Mainz-Mombach, et corso en voiture dans la ville[5].

## Musique de carnaval
Les principaux groupes de musique de carnaval sont des fanfares colorées.
Les thèmes les plus abordés sont l'amour, le vin, l'attachement à Mayence, la solidarité dans les quartiers de la ville, la tolérance vis-à-vis des minorités et des étrangers :  Mayence, il faut la vivre, et La cathédrale frétiller sont les meilleures devises.

## Personnalités
- Toni Hämmerle

## Littérature
Le carnaval de l'année 1913 a été parfaitement décrit par l’écrivain Carl Zuckmayer dans son «Fastnachtsbeichte» (confession du carnaval).